# خاویر آرامندیا
خاویر آرامندیا (انگلیسی: Javier Aramendia؛ زادهٔ ۵ دسامبر ۱۹۸۶) دوچرخه‌سوار اهل اسپانیا است.
از باشگاه‌هایی که در آن بازی کرده‌است می‌توان به ایوسکالتل-ایوسکادی و کاخا رورال-سگوروس رخا اشاره کرد.